# راندي روشي
راندي روشي (بالإنجليزية: Randy Roach)‏ هو محامي أمريكي، ولد في 13 فبراير 1951 في ليك تشارلز في الولايات المتحدة.